# Afonso Pinto de Magalhães
Afonso Pinto de Magalhães (Burgo (hoje União das Freguesias de Arouca e Burgo), Arouca, Área Metropolitana do Porto, 31 de Março de 1913 - Porto, 29 de Janeiro de 1984) foi um banqueiro, empresário e mecenas português. Foi o fundador de um dos mais importantes grupos económicos portugueses da actualidade: a Sonae. Foi o 29.º Presidente do Futebol Clube do Porto de 1967 a 1972 e Presidente Honorário do Futebol Clube de Arouca.
Foi fundador, com seu tio Augusto Pinto de Magalhães, da Casa Bancária Pinto de Magalhães, na Praça das Flores (Porto), mais tarde transformada em sociedade anónima sob a designação Banco Pinto de Magalhães, bem como de outras empresas, entre as quais se contam a Sonae, a Novopan, a Sogin e os Supermercados Invictos (no Porto) e Modelo (em Lisboa).

## Vida
Afonso Pinto de Magalhães nasceu na freguesia do Burgo, actual União das Freguesias de Arouca e Burgo, concelho de Arouca, Área Metropolitana do Porto, embora tenha sido batizado na cidade do Porto.
Era filho do Doutor Ângelo de Miranda, natural de Lordelo, Vila Real, radicado em Arouca, que nunca o perfilhou.
Em 1959, Afonso Pinto de Magalhães cria a Sonae - Sociedade Nacional de Estratificados, que em 1962 arranca com a produção de termolaminados e em 1965-1970 se vai concentrar na produção de laminados decorativos, depois da contratação do engenheiro Belmiro de Azevedo.
Em 1982, Pinto de Magalhães oferece 16% da Sonae a Belmiro de Azevedo e, depois da sua morte, Azevedo atinge a maioria do capital após uma longa batalha judicial com a família do antigo presidente. A família Pinto de Magalhães desistiu do processo, dando assim o controlo da Sonae a Belmiro de Azevedo. Belmiro de Azevedo vendeu ações, que estavam na sua carteira pessoal, à Sonae, ficando com liquidez para acorrer a um aumento de capital de 15 milhões de contos que pretendia realizar na Sonae. Esse aumento de capital foi suspenso por duas vezes, por intervenção de acionistas minoritários que o consideraram abuso de poder, com prejuízo para esses mesmos minoritários. A contestação chega da família Pinto de Magalhães, aquela cujo patriarca entregou a gestão da Sonae a Belmiro de Azevedo e lhe doou ações que lhe garantiram uma posição de 16% naquele que acabou por ser o início da tomada de controlo da Sonae.
Depois da morte do banqueiro Afonso Pinto de Magalhães, Belmiro tenta comprar a posição da família, não consegue, mas garante um acordo que lhe dá a paridade no capital social. Depois aconteceu o episódio do aumento de capital, que Belmiro queria realizar a um valor superior à cotação no mercado, o que inibiria os outros acionistas de acorrerem a esse aumento, diz quem conheceu o processo. As relações com a família, em particular com as filhas de Afonso Pinto de Magalhães e com os genros, não eram das melhores. Piorou com a ação em tribunal que acabou por ser resolvida por um acordo entre as partes, em 1992. Belmiro de Azevedo afastava em definitivo a família Pinto de Magalhães da esfera de decisão da Sonae.
Afonso Pinto de Magalhães foi, também, o 29.º Presidente do Futebol Clube do Porto, de 1967 a 1972, e Presidente Honorário do Futebol Clube de Arouca.
O pavilhão de treinos e a Sala de Troféus do antigo Estádio das Antas foram batizados com o seu nome. O antigo campo de futebol do Futebol Clube de Arouca, localizado no lugar das Costeiras, entre Arouca e Moldes, tem o nome de Campo Afonso Pinto de Magalhães, pelo facto do empresário ter comprado o terreno e ter contribuído para construir o campo de futebol.
Como dirigente do F.C. Porto começou por ser Presidente do Conselho Fiscal em 1955/56 e 1965/66. Foi ele o responsável pela vinda de Dorival Yustrich.
Em 1965 o clube estava afundado em dívidas e Pinto de Magalhães, mais Cesário Bonito e Ponciano Serrano, conseguiram atenuar essas dívidas.
Em 1967 assumiu a presidência do clube e logo trata de organizar uma campanha com a finalidade de chegar aos trinta mil sócios, isto quando o F.C. Porto não tinha nem vinte mil. Passados apenas alguns meses o objectivo estava alcançado. Foi no seu mandato que foram construídas as piscinas, os pavilhões e a sala de troféus, sem esquecer a construção, em 1968, da Piscina das Antas e do Mausoléu do clube no Cemitério de Agramonte, onde repousam muitas das antigas glórias do F.C. Porto. Em 1969, o clube venceu o seu primeiro Campeonato Nacional de voleibol. No entanto, no futebol, não conseguiu atingir o sucesso esperado, e viu, apenas, a conquista de uma Taça de Portugal, em 1968, no Estádio Nacional do Jamor, contra o Vitória de Setúbal.
Em 1972, Pinto de Magalhães cedeu o lugar a Américo de Sá.
Foi uma personalidade sempre interessada no apoio a jovens estudantes oriundos de famílias humildes, que acabaram os cursos sem saber quem os ajudara. Tinha, no Banco, um secretário particular que se dedicava a auxiliar os mais necessitados. Apoiava os artistas e permitiu que grandes arquitetos da cidade do Porto pudessem fazer obras emblemáticas, ainda hoje consideradas de grande qualidade. Colaborou com a Associação dos Jornalistas e Homens de Letras do Porto e com o Círculo de Cultura Teatral. Foi também Afonso Pinto de Magalhães que lançou o Lar do Comércio, uma instituição que apoiava a Terceira Idade.
Afonso Pinto de Magalhães faleceu no dia 29 de Janeiro de 1984, no Porto.